# عثمان بن ناصر الصالح
عثمان بن ناصر بن عبد المحسن الصالح،. (ولد في 1335هـ المجمعة / 24 صفر 1427هـ الرياض)، معلم ومرب سعودي شهير. حاصل وسام الملك عبدالعزيز من الدرجة الأولى.
له مشاركات في مجالس ولجان بالإضافة إلى عضوية مجلس الجزيرة للصحافة والطباعة والنشر. وعضوا في مجلس الأوقاف الأعلى بالمملكة، ورئيسا لمجلس الأوقاف الفرعي في الرياض. أيضا له كتابات في قضايا التربية والتعليم والقضايا الوطنية والاجتماعية والتاريخية والدينية في مجلات المنهل والبحوث الإسلامية، والفيصل، والمجلة العربية والحرس الوطني، والدفاع، والمعرفة، إلى جانب الصحف والمجلات المحلية وبعض الصحف الخليجية. وتقام ندوة ثقافية نصف شهرية في منزلة باسم «اثنينية عثمان الصالح» يحضرها عدد كبير من ادباء ومثقفي ورموز المملكة.
وترجع بدايات الأثنينية إلى السبعينيات حيث كان الأدباء والمفكرين يلتقون من حين لآخر في منزل الأديب عثمان، وقد أصبحت هذه اللقاءات منظمة بعد وفاة الأديب عبد العزيز الرفاعي، ويتم عقد اجتماع قبل كل اثنينية للعاملين في إدارة الاثنينية للتجهيز والإعداد والترتيب للأعمال، وتعتبر من الفعاليات الثقافية على مستوى المملكة العربية السعودية.

## التعليم
درس في الكتاب في المجمعة على يد الشيخ احمد الصانع، وتعلم القرآن والحديث. انتقل إلى عنيزة ودرس على المعلم والاديب المعروف الاستاذ صالح الناصر الصالح، وتعلم العلوم الحديثة والادب العربي. كما درس على الشيخ عبد الله بن عبد العزيز العنقري أحد اعلام العلماء، وعلى الشيخ محمد الخيال وعلى الشيخ عبد العزيز بن صالح الصالح امام الحرم المدني وعلى الشيخ محمد بن إبراهيم آل الشيخ واخيه عبد اللطيف.

## أعماله
عمل مديرا لمدرسة أهلية من أول عام 1354هـ وعام 1355هـ إلى ان فتحت مدرسة المجمعة الحكومية عام 1356هـ في رجب فكان أول معلم في أول مدرسة حكومية في المجمعة تفتح. في أول عام 1358هـ، انتقل إلى الرياض فعمل معلما لأبناء الأمير عبد الله بن عبد الرحمن آل سعود أخو الملك عبد العزيز ثم أصبح مديرا لمدرستهم لفترة من الزمن.
في عام 1360هـ، وبطلب من الامير سعود ولي العهد انتقل إلى مدرسة انجاله فكان معهد الانجال الذي ابتدأ بـ15 طالبا أو اقل في الابتدائي وانتهى ببضعة آلاف الذي الغى الدراسة بألواح الخشب ليكون معهدا ومدرسة حديثة بفرعين للبنين والبنات على منهج واختبار وزارة المعارف، وكذلك معهد الكريمات الذي استمر «14 عاما» تمت مراحله الاربع من الروضة حتى الثانوي عام 1383هـ وكان النواة الأولى في الثانوي في مدارس رئاسة البنات. بعد ذلك انتقل إلى رئاسة البنات منفصلا عن المعهد الذي تم تغيير اسمه بعد ذلك من معهد الانجال إلى معهد العاصمة النموذجي وكان له شرف تسميته وبقى في ادارته حتى استقال وتقاعد عام 1391هـ.

## وسام الملك عبد العزيز
قلد خادم الحرمين الشريفين سلمان بن عبد العزيز آل سعود عندما كان (أمير منطقة الرياض) الشيخ عثمان الصالح وسام عبد العزيز آل سعود من الدرجة الأولى والذي أمر به خادم الحرمين الشريفين فهد بن عبد العزيز آل سعود.

## وفاته
توفي عثمان الصالح في يوم الجمعة 24 صفر 1427هـ، عن عمر يناهز 92 عاما إثر متاعب صحية كان يعاني منها في السنتين الأخيرتين من حياته. وأديت عليه الصلاة في جامع الملك خالد في أم الحمام، بحضور الأمير سطام بن عبد العزيز نائب أمير منطقة الرياض، وجمع من الأمراء والمواطنين والمشتغلين بالشأن الثقافي والتربوي.